# Viradouro (Niterói)
Viradouro é um bairro da Zona Sul do município de Niterói. Já foi um prolongamento do bairro de Santa Rosa, por isso, eventualmente, é dito que as escolas de samba Unidos do Viradouro e Folia do Viradouro são originárias de lá.

## Localização
O Viradouro situa-se sobre um terreno montanhoso, conhecido como Garganta do Viradouro, entre o Morro do Africano e o Morro da União. Faz limites com Ititioca, Largo da Batalha e Santa Rosa, bairro que o originou. 
O Complexo do Viradouro, conjunto de favelas que ocupa praticamente todo o bairro, é uma das regiões mais violentas de Niterói, onde os confrontos armados relacionados ao tráfico de drogas são frequentes. Também é uma área onde a infraestrutura urbana é muito precária, especialmente na região da Garganta, limitada pelas comunidades da Igrejinha e da Grota. Morro do Cruz, Garganta, Curral das Antas, União, Mar de Rosas, Chiqueirinho e Ponte Velha são algumas das favelas que compõem o complexo.

## História

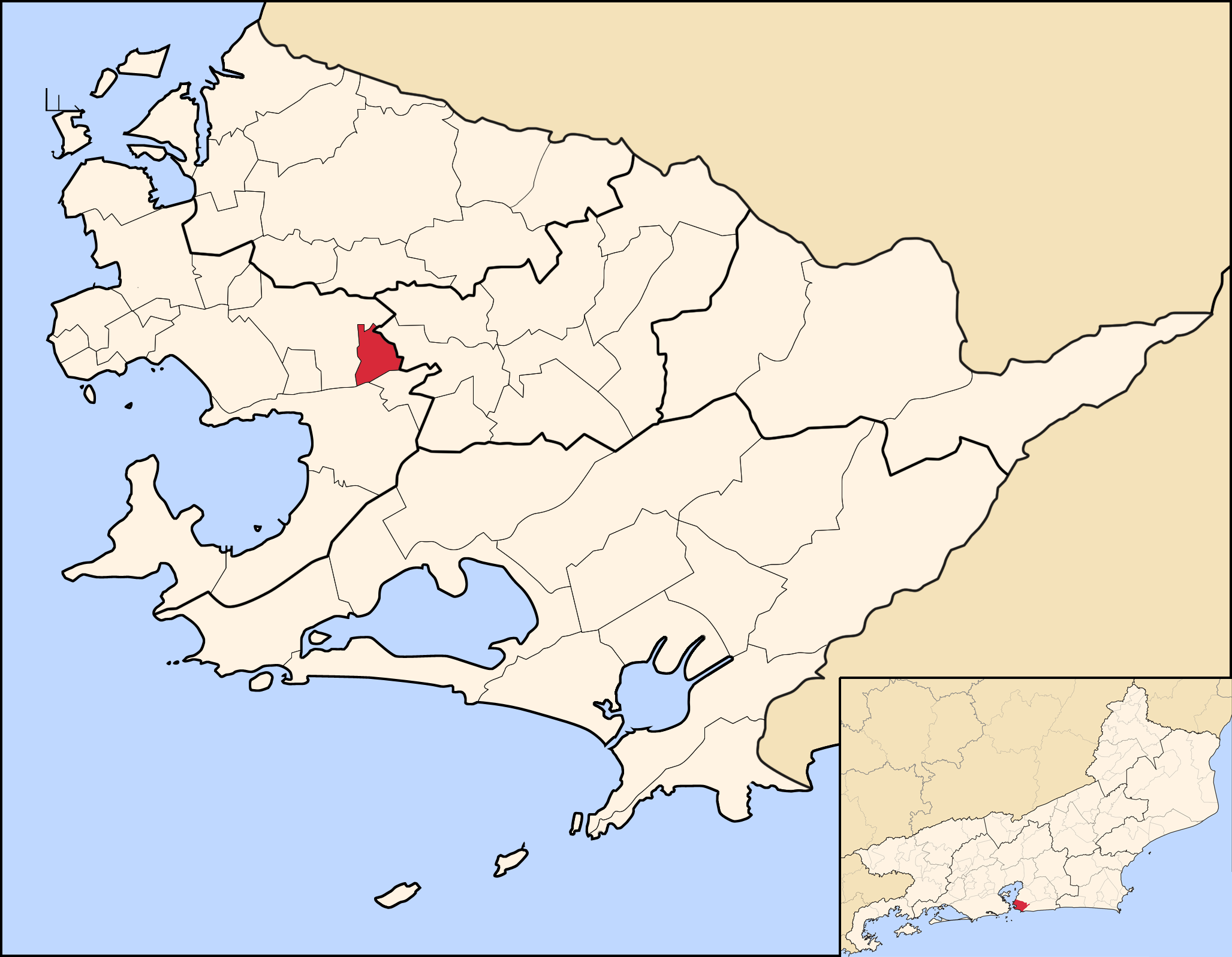
Localização do bairro do Viradouro no município de Niterói.

Até os anos 40 e 50 o local era ocupado apenas por poucas famílias. Na época os terrenos eram de posse, e um senhor José Lopez, proprietário do armazém, anotava as dívidas das famílas que eram trocadas por posses de terras e das  benfeitorias, tornando-o um grande proprietário de terras.
Nos períodos dos anos 60/70, a população teve um aumento significativo, a área favelizada e a própria expressão do bairro materializava a crise habitacional, mesmo as residências q eram de taipas foram substituídas pro alvenaria, com características próprias.
Ao final dos anos 70 é Fundada a Associação dos Moradores do Viradouro e hoje associada a Federação das Associações de Moradores de Niterói (FAMNIT). Nos anos 80, com a crise econômica brasileira e processo acelerado de urbanização, ocorreu a intensificação da violência urbana.

## Dados
- Área: 0,89 km2

- População: 3516 habitantes (IBGE 2000)